# 548 př. n. l.

## Úmrtí
- Thalés z Milétu — (narozen 624 př. n. l.) první řecký myslitel, jehož můžeme označit za filosofa

## Hlava státu
- Perská říše: Kýros II.
- Egypt: Ahmose II. (26. dynastie)
- Novobabylonská říše: Nabonid